# Station Krężnica Jara
Station Krężnica Jara is een spoorwegstation in de Poolse plaats Strzeszkowice.